# Geronimo (sång)
"Geronimo" är en singel från den danska sångerskan Aura Diones andra studioalbum Before the Dinosaurs och fungerar som albumets första av totalt fyra singlar.
"Geronimo" var också titeln på en instrumentallåt med  The Shadows skriven av gruppens gitarrist  Hank B. Marvin.
(Källa: EP Columbia SEGS 119).

## Produktion
Låten är skriven av Dione själv i samarbete med David Jost, Joachim Persson, Ian O'Brien-Docker och Thomas Troelsen. Den producerades av DamienDamien samt låtskrivarna Jost och Persson. Den officiella singeln är en remix betitlad "Jost & Damien Radio Mix" som tyder på producenterna David Jost och DamienDamien.

## Utgivning
Singeln gavs ut den 19 september 2011 i Danmark för digital nedladdning. Den släpptes internationellt den 21 oktober samma år genom digital nedladdning i Schweiz, Tyskland och Österrike, samt som fysisk singel i Tyskland. Den digitalt nedladdningsbara internationella singeln var en EP innehållande "Geronimo", tre remixer av den, samt en bonuslåt med titeln "Call Messiah". Den internationella CD-singeln innehåller förutom "Geronimo" också en remix. Den 28 november 2011 släpptes en ny version av den digitalt nedladdningsbara EP-skivan även i Danmark. Den innehåller samma tre remixer som finns på den internationella EP-skivan samt en helt ny remix. Den innehåller dock inte originalversionen av "Geronimo" och inte heller bonuslåten "Call Messiah".

## Spårlistor
| 1. | Geronimo (Jost & Damien Radio Mix) | 3:15 |

| 1. | Geronimo (Martin Roth Clubmix)       | 6:43 |
| 2. | Geronimo (The Disco Boys Remix)      | 5:38 |
| 3. | Geronimo (THe Disco Boys Remix Edit) | 3:23 |
| 4. | Geronimo (LTM Slowdown Remix)        | 8:12 |

| 1. | Geronimo (Jost & Damien Radio Mix)   | 3:15 |
| 2. | Geronimo (The Disco Boys Remix Edit) | 3:23 |
| 3. | Geronimo (THe Disco Boys Remix)      | 5:38 |
| 4. | Geronimo (LTM Slowdown Remix)        | 8:12 |
| 5. | Call Messiah                         | 6:53 |

| 1. | Geronimo (Jost & Damien Radio Mix) | 3:15 |
| 2. | Geronimo (The Disco Boys Remix)    | 5:38 |

## Musikvideo
Den officiella musikvideon hade i januari 2013 fler än 6,2 miljoner visningar på Youtube kombinerat mellan två uppladdade videor. Videon uppladdad av Vevo hade 2,8 miljoner och videon uppladdad av Universal Music Group hade 3,4 miljoner.

## Försäljning
I Danmark sålde singeln fler än 30 000 exemplar. I både Schweiz och Österrike sålde den fler än 15 000. I Tyskland sålde den fler än 300 000.

## Listhistorik
Singeln debuterade på åttonde plats på den danska singellistan den 30 september 2011 och nådde första plats den 11 november samma år. Den låg därefter tre veckor i rad på toppen av listan innan den föll ner på andra plats den 2 december. Totalt låg singeln 22 veckor i rad och lika många totalt på listan, varav de 17 första veckorna inom topp-10. I Tyskland debuterade singeln direkt på första plats på singellistan vecka 45 år 2011 innan den nästa veckan föll ner från topplaceringen. Låten låg kvar på topp-100-listan i 26 veckor, sista gången vecka 18 år 2012. I Österrike debuterade singeln på andra plats på singellistan den 4 november 2011 och klättrade den tredje veckan upp på första plats efter att även den andra veckan legat kvar som tvåa. Efter toppandet av singellistan den 18 november föll den ner till femte plats veckan därpå men låg kvar inom topp-10 fram till den 23 december då den hamnade på tolfte plats. Den låg kvar alla sina 17 veckor på listan i rad med sin sista placering den 2 mars 2012 på sextiofemte plats. Den 6 november 2011 debuterade singeln på plats tjugoåtta i Schweiz. Efter att ha legat vecka fyra till sex fast på tolfte plats, nådde den sin topplacering den 18 december samma år, på sjunde plats. Den låg totalt 23 veckor på listan, alla i rad. Den sista placeringen var 72 den 15 april 2012. Singeln såg även en viss framgång i Frankrike under våren 2012. Den 3 mars debuterade den på plats 175 på den franska singellistan och låg totalt 15 veckor på listan. Den uppnådde sin bästa placering, 95, den trettonde veckan.
Låten blev Diones första singeletta i Danmark och Österrike, samt hennes andra i Tyskland efter hennes debutsingel "I Will Love You Monday (365)". Låten gjorde även Dione till den första danska artist som debuterat som etta på den tyska singellistan.

## Listplaceringar
| Lista (2011-2012) | Topplacering |
| ----------------- | ------------ |
| Danmark           | 1            |
| Frankrike         | 95           |
| Schweiz           | 7            |
| Tyskland          | 1            |
| Österrike         | 1            |